# Сухопутные войска Нигера
Сухопутные войска Нигера (фр. Armée de terre du Niger) — вид вооружённых сил, одна из составных частей вооруженной организации Нигера. 
Сухопутные войска (СВ) или армия насчитывает 5 200 человек. Включает в свой состав органы военного управления, три военных округа. В состав СВ входят: четыре бронекавалерийских (бронеразведывательных) эскадрона, 7 лёгких пехотных рот, две парашютных роты, одна инженерная рота, одна зенитная батарея и одна логистическая группа.

## Вооружение и военная техника

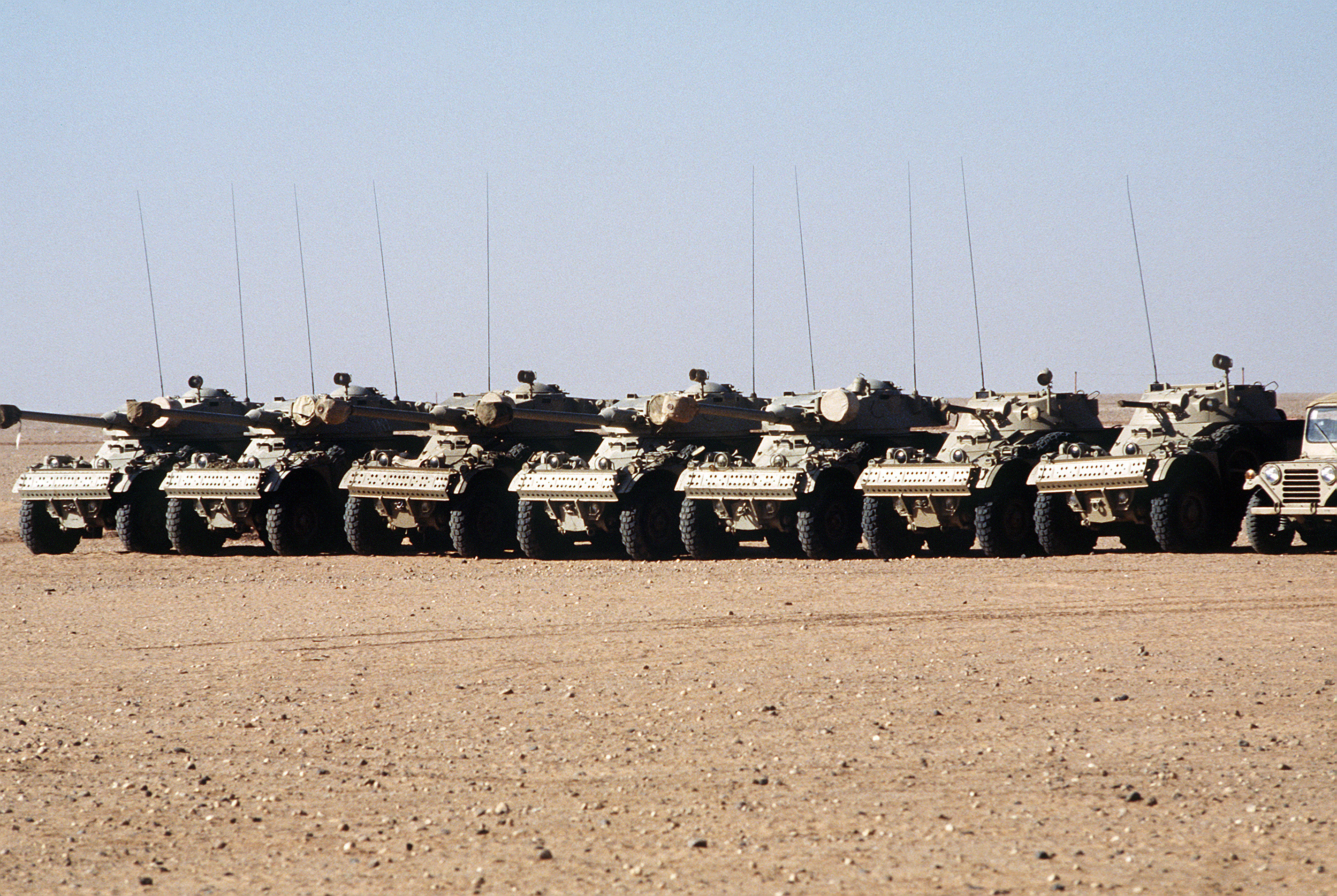
Нигерские AML-90 и AML-20.

| Тип                        | Производство | Назначение                              | Количество   | Примечания   |
| Бронетехника               | Бронетехника | Бронетехника                            | Бронетехника | Бронетехника |
| -------------------------- | ------------ | --------------------------------------- | ------------ | ------------ |
| AML-20 AML-60              | Франция      | Боевая разведывательная машина          | 35           |              |
| AML-90                     | Франция      | Боевая разведывательная машина          | 90           |              |
| VBL                        | Франция      | Боевая разведывательная машина          | 7            |              |
| Panhard M3                 | Франция      | Бронетранспортёр                        | 22           |              |
| WZ-523                     | Китай        | Бронетранспортёр                        | 22           |              |
| Puma M26-15                | ЮАР          | Бронетранспортёр                        | 21           |              |
| Артиллерия                 |              |                                         |              |              |
| Brandt                     | Франция      | 81-мм миномёт                           | 19           |              |
|                            |              | 82-мм миномёт                           | 17           |              |
| MO-120-RT61                | Франция      | 120-мм миномёт                          | 4            |              |
| Противотанковое вооружение |              |                                         |              |              |
| M-20 «Супербазука»         | США          | 75-мм ручной противотанковый гранатомёт | 6            |              |
| М40                        | США          | 106-мм безоткатное орудие               | 8            |              |
| Средства ПВО               |              |                                         |              |              |
| Panhard M3 VDAA            | Франция      | 20-мм зенитная самоходная установка     | 10           |              |
|                            |              | 20-мм зенитное орудие                   | 29           |              |